# Bélâbre
Bélâbre je naselje in občina v srednjem francoskem departmaju Indre regije Center. Leta 2009 je naselje imelo 999 prebivalcev.

## Geografija
Naselje leži v pokrajini Berry znotraj naravnega regijskega parka Brenne ob reki Anglin, 56 km jugozahodno od Châteaurouxa.

## Uprava
Bélâbre je sedež istoimenskega kantona, v katerega so poleg njegove vključene še občine Chalais, Lignac,Mauvières, Prissac, Saint-Hilaire-sur-Benaize in Tilly s 3.273 prebivalci.
Kanton Bélâbre je sestavni del okrožja Le Blanc.

## Zanimivosti
- cerkev sv. Blaža;